# 1983年の広島東洋カープ
1983年の広島東洋カープ（1983ねんのひろしまとうようカープ）では、1983年における広島東洋カープの動向をまとめる。
この年の広島東洋カープは、古葉竹識監督の9年目のシーズンである。

## 概要
就任9年目の古葉監督は、前年まで主軸を打った水谷実雄を加藤英司との交換トレードで阪急へ放出。さらに山本浩二を中堅手から左翼手に移して山崎隆造と長嶋清幸を外野残り2枠（前年までアート・ガードナーとジム・ライトルが守っていた）のレギュラーに、達川光男を正捕手にそれぞれ抜擢するなどチームを再編。投手陣では前年20勝の北別府学、シリーズ男の山根和夫、この年からローテ入りの川口和久、前年新人王の津田恒美が先発陣を形成し、中継ぎには山本和男・古沢憲司、抑えには大野豊を配置するなど戦力は豊富で、チームは優勝候補にあげられたが開幕ダッシュに失敗して巨人の独走を許した。6月以降衣笠祥雄や山本浩などといった主力の活躍で巨人とのゲーム差を詰めていくと、前半戦終了前には首位を奪取。後半戦は前年同様ベテランの多い主力打者が息切れすると、8月中旬には首位から陥落。その後も勝ち星を増やせず巨人にゲーム差を広げられ最後は2位で終了。投手陣では川口が15勝を挙げてエースにのし上がり、北別府、山根なども例年通りの活躍を見せたが津田が後半戦右肩痛で離脱したのが響き、防御率は3.30から3.65へ低下したが優勝の巨人をわずかに上回った。打撃陣では衣笠が8月に広島生え抜き初の通算2000安打に到達し、守備の負担が軽くなった山本浩が2年ぶり4度目の本塁打王を獲得。阪急から移籍の加藤が肝炎で苦しんだ代わりに長内孝がレギュラーの座をつかみ、高橋慶彦・山崎の1・2番コンビに加えて新外国人のティム・アイルランドもハッスルプレーで活躍するなど明るい話題もあり、本塁打は前年の139本から164本と増加した。

## チーム成績

### レギュラーシーズン
| 1 | 遊 | 高橋慶彦     |
| 2 | 中 | 山崎隆造     |
| 3 | 一 | 加藤英司     |
| 4 | 左 | 山本浩二     |
| 5 | 三 | 衣笠祥雄     |
| 6 | 右 | 長嶋清幸     |
| 7 | 二 | アイルランド |
| 8 | 捕 | 達川光男     |
| 9 | 投 | 北別府学     |

| 順位 | 4月終了時 | 4月終了時 | 5月終了時 | 5月終了時 | 6月終了時 | 6月終了時 | 7月終了時 | 7月終了時 | 8月終了時 | 8月終了時 | 9月終了時 | 9月終了時 | 最終成績 | 最終成績 |
| ---- | --------- | --------- | --------- | --------- | --------- | --------- | --------- | --------- | --------- | --------- | --------- | --------- | -------- | -------- |
| 1位  | 巨人      | --        | 巨人      | --        | 巨人      | --        | 広島      | --        | 巨人      | --        | 巨人      | --        | 巨人     | --       |
| 2位  | 阪神      | 3.5       | 広島      | 8.0       | 広島      | 5.0       | 巨人      | 0.5       | 広島      | 6.0       | 広島      | 7.5       | 広島     | 6.0      |
| 3位  | 中日      | 5.0       | 阪神      | 12.5      | ヤクルト  | 12.5      | ヤクルト  | 11.5      | 中日      | 12.5      | 大洋      | 15.0      | 大洋     | 11.0     |
| 4位  | 広島      | 5.5       | ヤクルト  | 13.0      | 中日      | 14.0      | 大洋      | 12.5      | 大洋      | 13.0      | 中日      | 15.0      | 阪神     | 11.5     |
| 5位  | ヤクルト  | 5.5       | 大洋      | 16.0      | 大洋      | 14.0      | 阪神      | 12.5      | 阪神      | 14.0      | 阪神      | 15.5      | 中日     | 18.5     |
| 6位  | 大洋      | 7.5       | 中日      | 16.5      | 阪神      | 14.5      | 中日      | 14.0      | ヤクルト  | 14.5      | ヤクルト  | 19.0      | ヤクルト | 19.0     |

| 順位 | 球団               | 勝 | 敗 | 分 | 勝率 | 差   |
| 1位  | 読売ジャイアンツ   | 72 | 50 | 8  | .590 | 優勝 |
| 2位  | 広島東洋カープ     | 65 | 55 | 10 | .542 | 6.0  |
| 3位  | 横浜大洋ホエールズ | 61 | 61 | 8  | .500 | 11.0 |
| 4位  | 阪神タイガース     | 62 | 63 | 5  | .496 | 11.5 |
| 5位  | 中日ドラゴンズ     | 54 | 69 | 7  | .439 | 18.5 |
| 6位  | ヤクルトスワローズ | 53 | 69 | 8  | .434 | 19.0 |

## オールスターゲーム1983
| - ファン投票 山本浩二 | - 監督推薦 北別府学 津田恒美 川口和久 達川光男 高橋慶彦 衣笠祥雄 |

## 表彰選手
| リーグ・リーダー | リーグ・リーダー | リーグ・リーダー | リーグ・リーダー |
| 選手名           | タイトル         | 成績             | 回数             |
| ---------------- | ---------------- | ---------------- | ---------------- |
| 山本浩二         | 本塁打王         | 36本             | 2年ぶり4度目     |
| 津田恒美         | 最高勝率         | .750             | 初受賞           |

| ベストナイン         | ベストナイン | ベストナイン |
| 選手名               | ポジション   | 回数         |
| -------------------- | ------------ | ------------ |
| 高橋慶彦             | 遊撃手       | 初受賞       |
| 山本浩二             | 外野手       | 7年連続8度目 |
| ダイヤモンドクラブ賞 |              |              |
| 選手名               | ポジション   | 回数         |
| 長嶋清幸             | 外野手       | 初受賞       |

## ドラフト
| 順位 | 選手名     | ポジション | 所属         | 結果 |
| ---- | ---------- | ---------- | ------------ | ---- |
| 1位  | 川端順     | 投手       | 東芝         | 入団 |
| 2位  | 小早川毅彦 | 内野手     | 法政大学     | 入団 |
| 3位  | 紀藤真琴   | 投手       | 中京高       | 入団 |
| 4位  | 伊藤寿文   | 捕手       | 東芝         | 入団 |
| 5位  | 石本龍臣   | 投手       | 倉吉北高     | 入団 |
| 6位  | 阿部慶二   | 内野手     | ヤマハ発動機 | 入団 |